# Năm phụng vụ
Năm phụng vụ (hay còn gọi là Lịch Kitô giáo) là chu kỳ thời gian xác định bằng các mùa phụng vụ với những nghi thức và lễ hội đặc trưng của Kitô giáo, được tổ chức bám sát với diễn tiến nội dung trong Kinh Thánh. Năm phụng vụ có sự khác biệt giữa Kitô giáo Tây phương (Công giáo Rôma, Anh giáo, Giáo hội Luther và Kháng Cách) với Chính thống giáo Đông phương, song, diễn tiến và tính nhất quán là như nhau.
Đối với các giáo hội Tây phương lẫn Đông phương, ngày tháng tổ chức các lễ hội nhỏ thay đổi từ năm này qua năm khác nhưng đều dựa vào sự thay đổi của Lễ Phục Sinh. Có thể nhận ra biểu hiện rõ nét nhất về các mùa lễ hội này bằng việc ăn chay, liên hoan, trang trí nhà thờ v.v.. ở Giáo hội Công giáo Rôma và Chính thống giáo Đông phương, tuy nhiên, cộng đồng Kháng Cách lại ít biểu hiện ra điều này.

## Chu kỳ phụng vụ
Năm phụng vụ thực tế dựa vào chu kỳ thời gian của năm Dương lịch để chia thành các mùa phụng vụ mà từng mùa có tâm trạng, chiều kích thần học và những nghi thức khác nhau, được biểu hiện qua những đề tài thuyết giáo, các đoạn Kinh Thánh chọn lọc, màu lễ phục, kiểu trang trí nhà thờ… thậm chí có thể quan sát qua tâm trạng từng tín đồ. Trong các giáo hội có sử dụng năm phụng vụ, các đoạn Kinh Thánh được chọn lọc và phân chia để đọc theo ngày (đặc biệt là ngày Chúa Nhật) gọi là Quy điển Thánh Kinh. Năm Phụng Vụ có thể là năm A, năm B hoặc C được lặp đi lặp lại 3 năm một lần, mỗi năm như vậy sẽ quy định các bài đọc khác nhau. Nếu số năm của năm đó chia hết cho 3 thì đó là năm C (Các Thánh Lễ Chúa Nhật sẽ đọc Tin Mừng theo Thánh Luca), nếu chia 3 dư 1 thì đó là năm A (Các Thánh Lễ Chúa Nhật sẽ đọc Tin Mừng theo Thánh Mátthêu), còn nếu chia 3 dư 2 thì là năm B (Các Thánh Lễ Chúa Nhật sẽ đọc Tin Mừng theo Thánh Máccô, và một phần Tin Mừng theo Thánh Gioan; do Phúc Âm Máccô hơi ngắn). Ngoài ra, dựa vào chữ số tận cùng của năm đó để chia ra năm chẵn (nếu là số chẵn) tương ứng với các bài đọc 1 của Thánh Lễ ngày thường là các bài đọc của năm chẵn; và năm lẻ (nếu là số lẻ) tương ứng với các bài đọc 1 của Thánh Lễ ngày thường là các bài đọc của năm lẻ.

## Lịch theo Kinh Thánh Do Thái
Lịch Kinh Thánh Do Thái dựa vào chu kỳ của trăng non (tháng) và quy luật này được tìm thấy trong các đoạn Kinh Thánh: "Thiên Chúa phán: Phải có những vầng sáng trên vòm trời để phân rẽ ngày với đêm, để làm dấu chỉ xác định các đại lễ, ngày và năm." (Sáng thế 1:14). "tháng này, các ngươi phải kể là tháng đứng đầu các tháng, tháng thứ nhất trong năm." (Xuất hành 12:2) "ngày anh em ra đi là một ngày trong tháng A-víp" (Xuất hành 13:4).

## Lịch phụng vụ Kitô giáo Tây phương
Lịch phụng vụ của Kitô giáo Tây phương (hay còn gọi là Lịch Công giáo) hầu hết dựa vào Lịch Phụng vụ của Hội Thánh Rôma (kể cả giáo hội Luther, Anh giáo và Tin Lành) trước khi có cuộc cải cách Kháng Cách. Nói chung, các mùa phụng vụ trong năm của Kitô giáo Tây phương là Mùa Vọng, Mùa Giáng Sinh, Mùa Thường Niên I (Mùa Hiển Linh), Mùa Chay, Mùa Phục Sinh và Mùa Thường Niên II.

### Mùa Vọng
Mùa Vọng (tiếng Việt nghĩa là "sự trông chờ", "hy vọng"; tiếng Latinh: adventus nghĩa là "đến") là mùa đầu tiên của năm phụng vụ bao gồm khoảng thời gian phủ kín bốn Chúa Nhật trước Lễ Giáng sinh. Mùa Vọng bắt đầu từ Chúa Nhật thứ I mùa Vọng và kết thúc trước Lễ Vọng Chúa Giáng Sinh chiều ngày 24/12 hàng năm. Mùa Vọng được chia ra làm hai giai đoạn, trong đó giai đoạn từ đầu mùa Vọng cho đến hết ngày 16/12 mang ý nghĩa mong chờ ngày Chúa đến lần thứ hai, còn giai đoạn hai từ ngày 17/12 đến chiều ngày 24/12 nhằm đón chờ ngày Chúa Giáng sinh. Bầu không khí của mùa này tuy không buồn bã như Mùa Chay nhưng được liệu sao để không đi trước niềm vui tột độ của Lễ Giáng Sinh sau đó. Bằng nhiều hình thức, có thể là bốn vòng hoa hay bốn ngọn nến, nhiều nơi sử dụng nó để đánh dấu thời gian cho bốn tuần của Mùa Vọng với ý nghĩa tượng trưng: "Hy vọng", "Tin tưởng", "Niềm vui" và "Tình yêu". Giáo Hội Công giáo quy định không được phép hát Kinh Vinh Danh trong mùa này. Màu lễ phục truyền thống trong mùa này là màu tím nhưng vào Chúa Nhật Gaudete (Chúa Nhật thứ III) của mùa Vọng thì có thể sử dụng lễ phục màu hồng.

### Mùa Giáng Sinh
Mùa Giáng sinh bắt đầu từ Lễ Giáng Sinh ngày 25/12 đến hết Lễ Hiển Linh với ý nghĩa mừng sự kiện Chúa Giêsu giáng trần năm xưa. Từ năm 1969, Nghi thức Rôma của Giáo hội Công giáo đã mở rộng mùa Giáng sinh thêm một số ngày, cho đến Chủ nhật sau Lễ Hiển Linh (sau ngày 6 tháng Giêng), nghĩa là bao gồm cả lễ Chúa Giê Su chịu phép rửa tội.

### Mùa Thường Niên
Mùa Thường Niên còn gọi là Mùa Quanh Năm là mùa phụng vụ không mang ý nghĩa thần học đặc biệt nào thông thương gồm 33 hoặc 34 tuần lễ (tùy năm) và được chia làm hai giai đoạn: Mùa Thường Niên I bắt đầu từ sau Lễ Hiển Linh đến hết Thứ Ba trước Thứ tư Lễ Tro, mùa Thường Niên I còn được gọi là Mùa Hiển Linh. Mùa Thường Niên II bắt đầu từ sau Lễ Hiện Xuống và kết thúc trước giờ trước Chúa Nhật thứ I mùa Vọng của năm phụng vụ tiếp theo.  Ngoài dịp Lễ Giáng Sinh và Lễ Phục Sinh là cao điểm của năm phụng vụ, các lễ quan trọng khác thường được bố trí vào Mùa Thường Niên. Màu lễ phục thường là màu xanh lá, đỏ, tím, vàng.

### Mùa Chay
Mùa Chay thực chất là mùa mà nhiều giáo hội Kitô giáo chuẩn bị cho Lễ Phục Sinh, bắt đầu từ Thứ tư Lễ Tro và kết thúc trước Tam Nhật Vượt Qua vào chiều Thứ năm Tuần Thánh. Mùa Chay với màu tím truyến thống mang bầu không khí trầm buồn thể hiện hai chiều kích thần học: sự ăn năn thống hối của từng tín đồ và Cuộc thương khó của Giêsu Kitô. Giáo Hội Công giáo quy định không được phép hát Kinh Vinh Danh và xướng Alleluia trong mùa này. Vào ngày Chúa Nhật Laetare (Chúa Nhật thứ IV) của mùa Chay thì có thể mặc lễ phục hồng. Ngày Chúa Nhật thứ VI tức Chúa Nhật cuối cùng của mùa Chay là Chúa Nhật Lễ Lá bắt đầu Tuần Thánh là tuần cuối cùng của Mùa Chay. 

#### Tam Nhật Vượt Qua
Tam Nhật Vượt Qua là khoảng thời gian 3 ngày bắt đầu từ Lễ Tiệc Ly chiều Thứ năm Tuần Thánh đến chiều Chúa Nhật thứ I mùa Phục Sinh, đây là 3 ngày đỉnh cao, quan trọng nhất của cả năm Phụng Vụ bao gồm:
- Thứ năm Tuần Thánh (hay Thứ năm Rửa chân)
  - Các nhà thờ chính tòa cử hành Thánh lễ Truyền Dầu vào buổi sáng (các linh mục trong toàn giáo phận sẽ về nhà thờ chính toà để cử hành, với ý nghĩa tưởng niệm việc Chúa Giêsu thiết lập Bí tích Truyền Chức Thánh).
  - Buổi chiều cử hành Thánh lễ Tiệc Ly.
  - Có thể có nghi thức rửa chân.
  - Theo thông lệ, sau Thánh lễ Tiệc Ly sẽ có kiệu Mình Thánh Chúa và chầu Thánh Thể cho đến nửa đêm.
- Thứ sáu Tuần Thánh (hay Thứ sáu Tốt lành)
  - Cử hành nghi thức đi đàng Thánh Giá.
  - Nghi thức tưởng niệm Cuộc thương khó của Giêsu.
  - Giáo hội Công giáo Rôma không cử hành thánh lễ vào ngày này nhưng khuyến khích việc cầu nguyện. Quy định các tín hữu giữ chay và kiêng thịt.
- Thứ bảy Tuần Thánh
  - Kỷ niệm việc an táng Chúa Giêsu trong mồ.
  - Buổi tối tổ chức Lễ Vọng Phục Sinh với những nghi thức rất long trọng tiên liệu về sự sống lại của Chúa Giêsu.

Trong Mùa Cha, có hai ngày mà tín đồ Công giáo Rôma phải ăn chay (thuật ngữ gọi là "giữ chay và kiêng thịt") đó là Thứ tư Lễ Tro và Thứ sáu Tuần Thánh. Luật ăn chay của Công giáo Rôma không giống như của Phật giáo. "Giữ chay" của họ được hiểu là cấm ăn uống các món phụ (bánh kẹo, rượu bia, nước ngọt…) còn "kiêng thịt" được hiểu là cấm ăn thịt các động vật có máu nóng như: thịt heo, thịt bò, thịt gà, thịt của các loài thú, gia cầm… nhưng lại cho phép ăn các loài hải sản như cá, tôm, mực… và thực vật. Thực ra ít thấy có quy định cụ thể nào về danh mục cấm ấy nhưng tất cả đều dựa vào truyền thống. Ngày "giữ chay và kiêng thịt" quy định chỉ được ăn duy nhất hai bữa chính, không có bữa ăn phụ, hạn chế các thú vui nhưng khuyến khích làm việc từ thiện với ý nghĩa thần học là luyện tập cho bản thân sức chịu đựng trước sự cám dỗ của vật chất.

### Mùa Phục Sinh
Trong Kitô giáo, Chủ Nhật được coi là ngày quan trọng nhất của tuần lễ vì nó là "ngày của Chúa". Cho nên trong tiếng Việt, tín đồ Kitô giáo còn gọi Chủ Nhật là Chúa Nhật.
Mùa Phục Sinh bắt đầu từ chiều Chúa Nhật thứ I Phục Sinh đến hết Chúa Nhật Lễ Chúa Thánh Thần Hiện Xuống (Lễ Ngũ Tuần), thời gian thay đổi theo từng năm. Cách tính ngày Lễ Phục Sinh được quy định tại Công đồng Nicaea I và được áp dụng cho đến tận ngày nay như sau: Lễ Phục Sinh là ngày Chúa Nhật liền kề sau ngày trăng tròn đầu tiên trong hoặc sau tiết Xuân Phân. Như vậy Lễ Phục Sinh chỉ có thể rơi vào trong khoảng từ ngày 22/3 đến 25/4.
Ngày thứ 40 kể từ Lễ Phục Sinh là Lễ Chúa Giêsu lên trời (tức Lễ Thăng Thiên, rơi vào ngày Thứ năm) nhưng thường được dời vào ngày Chúa Nhật kế tiếp. Ngày thứ 50 kể từ ngày Lễ Phục Sinh là ngày Lễ Ngũ Tuần kỉ niệm Chúa Thánh Thần hiện xuống với các tông đồ theo Tân Ước, ngày này cũng được coi là ngày khai sinh ra Giáo hội.

### Các lễ quan trọng khác
Trong năm phụng vụ, Giáo luật quy định ngoài các ngày Chúa Nhật trong năm thì còn có 10 ngày lễ trọng buộc khác (buộc các tín hữu phải kiêng việc xác và phải tham dự thánh lễ vào đúng ngày lễ hoặc chiều hôm trước ngày lễ), tuy nhiên Giáo hội tại địa phương có quyền lược bớt các ngày lễ buộc hoặc dời nó qua ngày Chúa Nhật, các ngày lễ đó bao gồm:
Bốn lễ trọng kính Chúa:
- Lễ Chúa Giáng Sinh (từ chiều 24/12 cho đến hết 25/12) là một trong những ngày lễ quan trọng nhất trong Kitô Giáo, với việc mừng biến cố Chúa Giáng sinh làm người, trong dịp lễ này, các nhà thờ và nhiều nơi sẽ trang trí để đón mừng Giáng sinh, tổ chức các buổi hoà nhạc Thánh ca. Lễ Giáng sinh được hưởng ứng không chỉ bởi các Kitô hữu mà còn bao gồm những người không phải Kitô hữu.
- Lễ Hiển Linh vào ngày 6/1 hàng năm mừng kính việc Chúa Giêsu tỏ mình ra cho ba nhà đạo sĩ. Tuy nhiên nơi nào lễ Hiển Linh không phải là lễ buộc thì sẽ được mừng kính vào ngày Chúa Nhật trong khoảng từ ngày 2 đến ngày 8/1 như ngày riêng của lễ đó.
- Lễ Thăng Thiên được cử hành vào ngày thứ 40 kể từ lễ Phục Sinh, và do đó lễ này luôn rơi vào ngày thứ năm sau Chúa Nhật thứ sáu mùa Phục Sinh, lễ này mừng kính việc Chúa Giêsu lên trời sau khi đã sống lại và hiện ra với các Tông Đồ. Tuy nhiên nơi nào lễ Thăng Thiên không phải là lễ buộc thì sẽ được mừng kính vào ngày Chúa Nhật thứ bảy mùa Phục Sinh như ngày riêng của lễ đó.
- Lễ Mình và Máu Thánh Chúa Kitô được cử hành 60 ngày sau lễ Phục Sinh, và do đó lễ này luôn rơi vào ngày thứ năm sau Chúa Nhật Lễ Chúa Ba Ngôi, lễ này tôn kính dấu chỉ của việc Chúa Giêsu hiện diện trong Bí tích Thánh Thể, và trong ngày này các nhà thờ sẽ tổ chức việc chầu Mình Thánh Chúa. Ở nhiều nơi trên thế giới, trong ngày lễ này sẽ có các cuộc rước kiệu Mình Thánh Chúa trọng thể qua các đường phố. Đối với những nơi mà lễ Mình và Máu Thánh Chúa Kitô không phải là lễ buộc thì sẽ được mừng kính vào ngày Chúa Nhật đầu tiên sau Chúa Nhật Lễ Chúa Ba Ngôi như ngày riêng của lễ đó.

Ba lễ trọng kính Đức Trinh nữ Maria:
- Lễ Đức Mẹ Là Mẹ Thiên Chúa được mừng kính vào ngày 1 tháng 1 hàng năm và cũng là ngày kết thúc Tuần Bát Nhật Giáng Sinh, lễ này mừng kính tước hiệu Đức Trinh nữ Maria được gọi là Mẹ Chúa trời vì đã cưu mang và nuôi nấng Đức Kitô, trong ngày này cũng nhớ đến việc đặt tên cho Chúa Giêsu.
- Lễ Đức Mẹ Hồn Xác Lên Trời (hay Lễ Đức Mẹ Mông Triệu, dịch sát nghĩa là "rước về trời trong giấc mộng") được mừng kính vào ngày 15 tháng 8 hàng năm. Đây là ngày lễ cổ xưa nhất của Công giáo còn tồn tại với ý nghĩa mừng sự kiện mà họ tin rằng Maria được Thiên Chúa đưa về trời cả linh hồn và thể xác. Niềm tin này được Giáo hoàng Piô XII định chế thành ‘’tín điều’’ (Munificentissimus Deus) vào ngày 1 tháng 11 năm 1950. Anh giáo cũng như vài giáo phái Kháng Cách khác cũng kỉ niệm vào ngày này nhưng với ý nghĩa mừng Thánh Maria.
- Lễ Đức Mẹ Vô Nhiễm Nguyên Tội được mừng kính vào ngày 8 tháng 12 hàng năm với niềm tin rằng Đức Maria khi được sinh ra đã không bị mắc phải tội Nguyên Tổ do Adam và Eva để lại.

Ba lễ trọng kính các Thánh:
- Lễ kính Thánh Giuse vào ngày 19 tháng 3 hàng năm.
- Lễ hai Thánh Phêrô và Phaolô Tông đồ vào ngày 29 tháng 6 hàng năm.
- Lễ Các Thánh vào ngày 1 tháng 11 hàng năm.

Trong năm phụng vụ cũng có những ngày lễ trọng nhưng không buộc đó là các ngày:
- Thứ tư Lễ Tro khởi đầu của mùa Chay, buộc các tín hữu giữ chay và kiêng thịt.
- Lễ Truyền Tin vào ngày 25 tháng 3 hàng năm.
- Lễ Sinh Nhật Thánh Gioan Tẩy Giả vào ngày 24 tháng 6 hàng năm.
- Lễ kính Trái Tim Đức Chúa Giêsu cử hành sau 19 ngày tính từ Lễ Chúa Thánh Thần Hiện Xuống (hay còn được tính là ngày thứ sáu liền kề sau Tuần Bát Nhật Lễ Mình và Máu Thánh Chúa Kitô).
- Các ngày trong Tuần Thánh và Tuần Bát Nhật Phục Sinh được cử hành như các ngày lễ trọng (nghĩa là các ngày này được ưu tiên trên mọi lễ trọng khác).

## Chính thống giáo Đông phương
Năm phụng vụ của tín đồ Chính thống giáo cũng tương tự như Công giáo Rôma nhưng nếu Công giáo ăn chay cao điểm vào Mùa Chay sau đó là lễ Phục Sinh thì Chính thống giáo có sự xen kẽ giữa ăn chay và lễ quanh năm. Tuy nhiên, năm phụng vụ của họ lại bắt đầu vào một ngày cố định là ngày 1 tháng 9 và quan trọng nhất là lễ Pascha (Lễ Phục Sinh của tín đồ Chính thống giáo). Về cơ bản, Chính thống giáo sử dụng Lịch Julian để tính toán năm phụng vụ của mình nhưng lại dùng Lịch Gregorian để tính xem những lễ lớn rơi vào ngày nào của Dương lịch. Từ năm 1900 cho đến năm 2100, có 13 ngày chênh lệch giữa hai loại lịch này. Ví dụ, những nước chính thức sử dụng Lịch Julian thì ngày Lễ Giáng Sinh của họ là ngày 7 tháng 1 theo Dương lịch.
Chính thống giáo có bốn mùa ăn chay trong năm nhưng cũng giống Công giáo Rôma, họ ăn chay cao độ vào Mùa Chay, chuẩn bị cho Lễ Pascha. Nếu Mùa Vọng của Công giáo Rôma chỉ kéo dài hơn bốn tuần thì mùa này tương tự của Chính thống giáo kéo dài đúng 40 ngày. Ngoài ra, một bộ phận tín đồ Chính thống giáo còn ăn chay vào Thứ tư và Thứ sáu mỗi tuần.